# Kallstadt (Birkenau)
Kallstadt ist ein Ortsteil von Birkenau im südhessischen Landkreis Bergstraße. Verwaltungsmäßig gehört er zur Kerngemeinde Birkenau und wird auch durch dessen Ortsbeirat vertreten.

## Geographie
Das Ostteil Kallstadt besteht aus wenigen Gehöften. Er liegt im westlichen Odenwald im Tal des Kallstädter Bachs auf 300 m ü. NHN nicht ganz im Süden des Gemeindegebiets, ca. 12 km südlich von Heppenheim und 4 km südöstlich der Gemeindeverwaltung in Birkenau. Das Tal beginnt oberhalb des östlichen Nachbarorts Löhrbach, in der Nähe von Ober-Abtsteinach, und endet nach der Passage eines steil abfallenden engen und waldreichen Taleinschnitts zwei Kilometer westlich von Kallstadt im Zentrum der Kerngemeinde Birkenau, wo der Bach in die Weschnitz mündet. Das Gebiet des Ortsteils besteht aus der Gemarkung Kallstadt mit einer Fläche von 108 Hektar, davon sind 2 Hektar Wald. Die Ortslage befindet sich auf 285 bis 321 m ü. NHN und der höchste Punkt der Gemarkung liegt bei etwa 385 Meter am Südrad der Gemarkung. Hier ist die Gemarkung weitgehend waldfrei und wird landwirtschaftlich genutzt.
An den Ortsteil Kallstadt grenzen, von Norden beginnend, im Uhrzeigersinn, die Kerngemeinde und die Orte Birkenau-Hornbah, im Osten die Gemeinde Birkenau-Löhrbach und -Buchklingen und im Westen nochmals die Kerngemeinde. Durch den Ort verläuft die Landesstraße 3408, die von der Kerngemeinde nach Ober-Abtsteinach verläuft.

## Geschichte

### Ortsgeschichte
In Kallstadt steht eines der ältesten Häuser der Gemeinde Birkenau, ein Bauernhaus aus dem Jahre 1580. Die Ortschaft Kallstadt war keine eigene Gemeinde, sondern wurde von der Bürgermeisterei in Birkenau mitverwaltet.
Die Statistisch-topographisch-historische Beschreibung des Großherzogthums Hessen berichtet 1829 über Birkenau:

„Kallstadt (L. Bez. Lindenfels) Filialdorf, liegt 3 1⁄2 St. von Lindenfels und gehört dem Freiherrn von Wambold. Die Bevölkerung ist unter der von Birkenau enthalten. – Vom Kloster Lorsch kam Kallstadt an Mainz. Die Familie Schwendt war damit belehnt und endlich kam es als ein Lehen an die Wambolde. Der Ort gehörte zum vormaligen Ritterkanton Odenwald, und 1806 kam die von Baden anerkannte Souveränität an Hessen.“

Hessische Gebietsreform (1970–1977)
Im Zuge der Gebietsreform in Hessen schloss sich die Ortschaft Kallstadt am 1. Juli 1970 freiwillig der Gemeinde Birkenau an. Da für Kallstadt wie für die Kerngemeinde ein Ortsbezirk nicht eingerichtet wurde, hatte der Ort nur noch katastermäßig als Gemarkung eine gewisse Eigenständigkeit. Nach einer Änderung der Hauptsatzung wurde ein Ortsbezirk Birkenau Kerngemeinde und Kallstadt eingerichtet. Nach den Kommunalwahlen 2011 wurde für diesen Ortsbezirk erstmals ein Ortsbeirat mit Ortsvorsteher gebildet.

### Verwaltungsgeschichte im Überblick
Die folgende Liste zeigt die Staaten und Verwaltungseinheiten, denen Kallstadt angehört(e):
- vor 1806: Heiliges Römisches Reich, Freiherr Wamboldt von und zu Umstadt, Amt Birkenau (Mannlehen von Kurmainz)
- ab 1806: Großherzogtum Hessen,[Anm. 2] Fürstentum Starkenburg, Amt Birkenau
- ab 1815: Großherzogtum Hessen[Anm. 3], Provinz Starkenburg, Amt Birkenau
- ab 1820: Großherzogtum Hessen, Provinz Starkenburg, Patrimonialgericht Birkenau (Freiherren von Wambolt)
- ab 1821: Großherzogtum Hessen, Provinz Starkenburg, Landratsbezirk Heppenheim[Anm. 4]
- ab 1832: Großherzogtum Hessen, Provinz Starkenburg, Kreis Heppenheim
- ab 1848: Großherzogtum Hessen, Regierungsbezirk Heppenheim
- ab 1852: Großherzogtum Hessen, Provinz Starkenburg, Kreis Lindenfels
- ab 1871: Deutsches Reich,[Anm. 5] Großherzogtum Hessen, Provinz Starkenburg, Kreis Lindenfels
- ab 1874: Deutsches Reich,  Großherzogtum Hessen, Provinz Starkenburg, Kreis Heppenheim
- ab 1918: Deutsches Reich, Volksstaat Hessen,[Anm. 6] Provinz Starkenburg, Kreis Heppenheim
- ab 1938: Deutsches Reich, Volksstaat Hessen, Landkreis Worms[11][Anm. 7]
- ab 1945: Amerikanische Besatzungszone,[Anm. 8] Groß-Hessen, Regierungsbezirk Darmstadt, Landkreis Bergstraße
- ab 1946: Amerikanische Besatzungszone, Hessen, Regierungsbezirk Darmstadt, Landkreis Bergstraße
- ab 1949: Bundesrepublik Deutschland, Hessen, Regierungsbezirk Darmstadt, Landkreis Bergstraße
- ab 1970: Bundesrepublik Deutschland, Hessen, Regierungsbezirk Darmstadt, Landkreis Bergstraße, Gemeinde Birkenau[Anm. 9]

## Bevölkerung

### Einwohnerstruktur 2011
Nach den Erhebungen des Zensus 2011 lebten am Stichtag dem 9. Mai 2011 in Kallstadt 39 Einwohner. Darunter waren keine Ausländer. Nach dem Lebensalter waren 9 Einwohner unter 18 Jahren, 18 waren zwischen 18 und 49, 6 zwischen 50 und 64 und 9 Einwohner waren älter. Die Einwohner lebten in 15 Haushalten. Davon waren 3 Singlehaushalte, 3 Paare ohne Kinder und 6 Paare mit Kindern, sowie 3 Alleinerziehende und keine Wohngemeinschaften. In 3 Haushalten lebten ausschließlich Senioren und in 9 Haushaltungen lebten keine Senioren.

### Einwohnerentwicklung
- 1867: 53 Einwohner, 6 Häuser[12]
- 1961: 50 Einwohner, davon 17 evangelisch (= 34,00 %), 28 katholisch (= 56,00 %)[1]

| Kallstadt: Einwohnerzahlen von 1834 bis 2011 | Kallstadt: Einwohnerzahlen von 1834 bis 2011 | Kallstadt: Einwohnerzahlen von 1834 bis 2011 | Kallstadt: Einwohnerzahlen von 1834 bis 2011 | Kallstadt: Einwohnerzahlen von 1834 bis 2011 |
| --- | -------------------------------------------- | -------------------------------------------- | -------------------------------------------- | -------------------------------------------- |
| Jahr |                                              |                                              |                                              | Einwohner                                    |
| 1834 | 1834                                         |                                              | 63                                           | 63                                           |
| 1840 | 1840                                         |                                              | 53                                           | 53                                           |
| 1846 | 1846                                         |                                              | 64                                           | 64                                           |
| 1852 | 1852                                         |                                              | 54                                           | 54                                           |
| 1858 | 1858                                         |                                              | 52                                           | 52                                           |
| 1864 | 1864                                         |                                              | 59                                           | 59                                           |
| 1871 | 1871                                         |                                              | 46                                           | 46                                           |
| 1875 | 1875                                         |                                              | 47                                           | 47                                           |
| 1885 | 1885                                         |                                              | 46                                           | 46                                           |
| 1895 | 1895                                         |                                              | 47                                           | 47                                           |
| 1905 | 1905                                         |                                              | 62                                           | 62                                           |
| 1910 | 1910                                         |                                              | 53                                           | 53                                           |
| 1925 | 1925                                         |                                              | 57                                           | 57                                           |
| 1939 | 1939                                         |                                              | 46                                           | 46                                           |
| 1946 | 1946                                         |                                              | 64                                           | 64                                           |
| 1950 | 1950                                         |                                              | 51                                           | 51                                           |
| 1956 | 1956                                         |                                              | 59                                           | 59                                           |
| 1961 | 1961                                         |                                              | 50                                           | 50                                           |
| 1967 | 1967                                         |                                              | 56                                           | 56                                           |
| 1970 | 1970                                         |                                              | 56                                           | 56                                           |
| 1980 | 1980                                         |                                              | ?                                            | ?                                            |
| 1990 | 1990                                         |                                              | ?                                            | ?                                            |
| 2000 | 2000                                         |                                              | ?                                            | ?                                            |
| 2011 | 2011                                         |                                              | 39                                           | 39                                           |
| Datenquelle: Historisches Gemeindeverzeichnis für Hessen: Die Bevölkerung der Gemeinden 1834 bis 1967. Wiesbaden: Hessisches Statistisches Landesamt, 1968. Weitere Quellen: LAGIS; Zensus 2011 |                                              |                                              |                                              |                                              |

### Historische Religionszugehörigkeit
Im Jahr 1961 wurden 17 evangelische (34,00 %) und 28 katholische (56,00 %) Christen gezählt.

## Politik
Ortsbeirat
Der Ortsteil Kallstadt wird durch den gemeinsamen Ortsbeirat Kerngemeinde mit Kallstadt vertreten. Siehe dazu Ortsbeirat Birkenau mit Kallstadt.

## Verkehr
Für den Straßenverkehr ist Kallstadt durch die Landesstraße L 3408 erschlossen, die der Länge nach durch das Tal führt und Birkenau mit Abtsteinach verbindet.